# 나카야마 이사코
나카야마 이사코(일본어: 中山 績子 なかやま いさこ[*], 간세이 7년 2월 10일 (1795년 3월 30일) - 메이지 8년 (1875년) 2월 12일)는 에도 시대 말기의 여관이다. 곤다이나곤 나카야마 나루치카의 딸이다. 아명은 무네히메(宗姫), 초명은 미네(美禰), 후에 아이코(愛子이다. 오오스케 정3위이다. 『나카야마 이사코 일기』의 저자이다.

## 약력
분카 4년 (1807년), 동궁 아야히토 친왕 (훗날의 닌코 천황)의 죠로가 되어, 타카마츠노츠보네 (高松局)라 칭하고, 이름을 아이코로 했다. 분카 14년 (1817년), 닌코 천황 즉위 때 텐지가 되어, 사이쇼 텐지 (宰相典侍)라 칭했다. 분세이 11년 (1828년), 이름을 이사코로 고쳤다. 덴포 10년 (1839년), 아부라코지 마사코의 뒤를 이어, 오오스케가 되었다. 닌코 천황, 그리고 고메이 천황에게 양위 한 후에도, 고쇼에 남아있다가, 게이오 3년 (1867년) 오오스케를 사임했다. 메이지 2년 (1869년)에 정3위에 올랐다.
메이지 8년 (1875년) 2월 12일, 81세의 나이로 사망했다.